# Асирово коляно
Асировото коляно е полулегендарна етническа група от Библията, едно от дванайсетте израилски племена, на които се разделят ранните израилтяни.
За родоначалник на Асировото коляно е смятан Асир, осмият син на родоначалника на израилтяните Яков. След преселването на израилтяните от Египет в Ханаан групата получава земите по крайбрежието на Средиземно море и в западна Галилея. Според съвременните учени Асировото коляно населява тази област в разпръснати селища и под силното влияние на разположените там градски центрове на Финикия. Библията включва Асировото коляно в Израилското царство, но ролята му в неговия живот изглежда е минимална. След завладяването на региона от Новоасирийското царство около 720 година пр. Хр. Асировото коляно е изселено на север и вероятно впоследствие е асимилирано от местното население, превръщайки се в едно от десетте изгубени колена.